# Юзабилити
Юзаби́лити (от англ. usability ← usable — «удобство и простота использования, степень удобства использования», жарг. «юза́бельность»), также удо́бство испо́льзования, приго́дность испо́льзования, эргономи́чность — способность продукта быть понимаемым, изучаемым, используемым и привлекательным для пользователя в заданных условиях (ISO/IEC 25010); свойство системы, продукта или услуги, при наличии которого конкретный пользователь может эксплуатировать систему в определённых условиях для достижения установленных целей с необходимой результативностью, эффективностью и удовлетворённостью (ISO 9241-210).
Удобство (пригодность) использования системы не сводится только к тому, насколько её легко эксплуатировать. В соответствии со стандартами серии ISO 9241 эту характеристику следует понимать более широко, учитывая личные цели пользователя, его эмоции и ощущения, связанные с восприятием системы, а также удовлетворённость работой. Свойства, необходимые для обеспечения пригодности использования, зависят также от задачи и окружающей среды. Пригодность использования — не абсолютное понятие, оно может различным образом проявляться в определённых условиях эксплуатации.

## Оценки удобства использования
Существует два основных способа оценки удобства (пригодности) использования продукта:
- прямая оценка на основе анализа результативности, эффективности и удовлетворённости, достигнутых в результате эксплуатации продукта в реальных условиях: если в указанных условиях одна система более эргономична, чем другая, то оценка должна это выявлять;
- косвенная оценка на основе анализа отдельных подхарактеристик, отражающих определённые свойства системы в установленных условиях эксплуатации.

Прямая оценка рассматривается в стандарте ISO 9241-11, который исходит из того, что эргономичность системы зависит от всех показателей, влияющих на эксплуатацию системы в реальных условиях, включая как организационные показатели (например, трудовые навыки, местоположение или внешний вид продукции), так и индивидуальные различия между пользователями, например, в культурном уровне и предпочтениях. Такой широкий подход имеет свои преимущества, которые заключаются в ориентации на реальные цели при создании продукции, главная из которых состоит в том, чтобы удовлетворить потребности реальных пользователей, выполняющих реальные задачи в реальной технической, физической и организационной среде.
Косвенная оценка рассматривается в стандарте ISO/IEC 25010, который описывает следующие подхарактеристики удобства использования:
- определимость пригодности (англ. appropriateness recognizability): возможность пользователя понять, подходит ли продукт или система для его потребностей, на основе первоначальных впечатлений, документации и другой предоставленной информации;
- изучаемость (англ. learnability): степень эффективности, производительности и удовлетворённости пользователя обучением использованию системы;
- управляемость (англ. operability, controllability): обеспечение простоты управления и контроля;
- защищённость от ошибок пользователя (англ. user error protection): степень, в которой система защищает пользователя от совершения ошибок;
- эстетика пользовательского интерфейса (англ. user interface aesthetics): степень, в которой пользовательский интерфейс удовлетворяет пользователя и доставляет ему удовольствие от процесса взаимодействия;
- доступность (англ. accessibility): возможность использования продукта или системы широким кругом людей с самыми разными (в том числе, ограниченными) возможностями.

## Удобство использования и эргономичность
В большинстве общеязыковых источников понятие эргономичности совпадает с понятием удобства (пригодности) использования, например

Эргономичность (от др.-греч. ἔργον — работа и νόμος — «закон») — приспособленность для использования (Идеографический словарь русского языка).

Эргономичность — наличие условий, возможностей для лёгкого, приятного, необременительного пользования чем-либо или удовлетворения каких-либо нужд, потребностей (Большой толковый словарь русского языка).
Советская военная энциклопедия определяет эргономичность следующим образом:

Эргономичность — рациональное распределение функций между человеком-оператором и техническими устройствами на всех этапах применения боевых средств.

## Принципы обеспечения удобства использования
Известный дизайнер Якоб Нильсен предложил набор из 10 эвристик, или принципов проектирования взаимодействия.
Видимость статуса системы
Пользователь должен всегда знать, что происходит, получая подходящую обратную связь в приемлемое время.
Соответствие между системой и реальным миром
Система должна «говорить на языке пользователя», используя понятную ему терминологию и концепции, а не «системно-ориентированный» язык.
Управляемость и свобода для пользователя
Пользователь часто выбирает системные функции по ошибке и должен иметь ясно видимый «аварийный выход» из нежелаемого состояния системы, не требующий сложных диалогов. Следует поддерживать функции отмены (undo) и повтора (redo).
Согласованность и стандарты
Пользователи не должны гадать, значат ли одно и то же разные слова, ситуации или операции. Также нужно следовать соглашениям, принятым для данной платформы.
Предотвращение ошибок
Продуманный дизайн, который не позволяет какой-то проблеме даже возникнуть, лучше, чем самые хорошие сообщения об ошибках. Следует устранять сами условия возникновения ошибок, либо выявлять их и предупреждать пользователя о предстоящей проблеме.
Распознавать лучше, чем вспоминать
Минимизируйте нагрузку на память пользователя, явно показывая ему объекты, действия и варианты выбора. Пользователь не должен в одной части диалога запоминать информацию, которая потребуется ему в другой. Инструкции по использованию системы должны быть видимы или легко получаемы везде, где возможно.
Гибкость и эффективность использования
Акселераторы (средства быстрого выполнения команд), которые новичок даже не видит, для опытного пользователя часто могут ускорить взаимодействие. Поэтому система должна удовлетворять как неопытных, так и опытных пользователей. Следует давать возможность настраивать под себя часто используемые операции.
Эстетический и минималистический дизайн
В интерфейсе не должно быть информации, которая не нужна пользователю или которая может понадобиться ему в редких случаях. Каждый избыточный элемент диалога отнимает внимание от нужных элементов.
Помочь пользователю понять и исправить ошибку
Сообщения об ошибках следует писать простым языком, без кодов, чётко формулируя проблему и предлагая конструктивное решение.
Справка и документация
Хотя было бы лучше, если бы система была пригодна к использованию без документации, всё же необходимо предоставлять справку и документацию. Информация должна быть простой в поиске, соответствовать задаче пользователя, описывать конкретную последовательность действий, и не должна быть слишком большой.